# Jusztin Baranyay

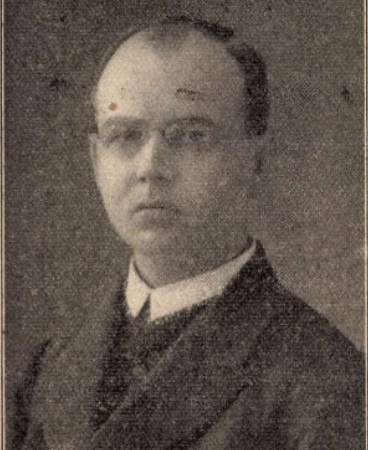
Jusztin Baranyay (1929)

Jusztin Baranyay (* 3. Dezember 1887 in Várpalota, Österreich-Ungarn; † 21. Juni 1956 in Pannonhalma) war ein ungarischer Zisterzienser und Hochschullehrer.

## Leben
Baranyay besuchte die Zisterziensergymnasien in Székesfehérvár und Eger und trat 1901 in das Kloster Zirc ein. Er studierte Theologie in Innsbruck, wurde 1907 zum Priester geweiht und im selben Jahr zum Doktor der Theologie promoviert. Ab 1909 war er Lehrer, ab 1915 Leiter des Zisterzienserkollegs Bernardinum in Budapest, ab 1925 Professor für Kirchenrecht an der Theologischen Universität in Budapest (heute Katholische Péter-Pázmány-Universität), von 1942 bis 1949 auch an der Juristischen Fakultät. Zweimal war er Dekan der theologischen Fakultät. Er beteiligte sich an den katholischen öffentlichen Bewegungen und war eine prominente Figur in der ungarischen Legitimistenbewegung.
1948 von der kommunistischen Geheimpolizei verhaftet, wurde er im Mindszenty-Prozess wegen „Verbrechens gegen die demokratische Ordnung und Verschwörung zum Sturz der Republik“ angeklagt und wegen Illoyalität (er hatte unter der Folter gegen den Kardinal ausgesagt) zu zwölf Jahren Haft verurteilt, die er in Budapest und Vác verbrachte. 1956 im Rahmen einer Amnestie gnadenhalber (ohne Rehabilitation) entlassen, starb er bald darauf im Priesterpflegeheim in Pannonhalma. 1991 wurde das Urteil gegen ihn aufgehoben.

## Schriften (Auswahl)
- Tervezet a hatéves (theológiai) tanfolyam tárgyában. Budapest 1930.
- A kánoni jog szerepe és jelentősége a jogtudományok világában. Budapest 1941.
- A törvényelemzés alapproblémái a Corpus Juris Canoniciban. Budapest 1941.